# I Need You (canción de Armin van Buuren)
«I Need You» (En español: "Te necesito") es una canción del DJ y Productor discográfico holandés Armin van Buuren revelada el 6 de enero de 2017, en colaboración con el productor estadounidense Fernando Garibay y cantada por Olaf Blackwood. La canción apareció como una nueva canción en el cuarto álbum de compilación de Armin , The Best of Armin Only , y también es el primer sencillo de ese álbum.

## Descripción
"I Need You" tiene un sonido ligeramente diferente de canciones anteriores de Armin van Buuren. La canción es bastante tranquila y tenue, y tiene influencias pop. Tampoco es realmente un número de baile, sino más bien una especie de balada electrónica. El número tomó la 13.ª posición en el Dutch Top 40, y en Flandes logró el 4º puesto en el Tipparade.